# Animánia (televíziós sorozat, 2020)
Az Animánia (eredeti cím: Animaniacs) 2020 és 2023 között vetített amerikai televíziós 2D-s számítógépes animációs vígjátéksorozat. 
A sorozat producerei Steven Spielberg, Sam Register, Justin Falvey, Darryl Frank és Gabe Swarr. A zeneszerzői Julie Bernstein, Steven Bernstein. A sorozat az Amblin Television, a Hulu Originals és a Warner Bros. Animation gyártásában készült, forgalmazója a Warner Bros. Domestic.
Amerikában 2020. november 20-án a Hulu mutatta be.

## Szereplők
| Szereplő     | Eredeti hang     |
| ------------ | ---------------- |
| Yakko Warner | Rob Paulsen      |
| Dr. Agyalágy | Rob Paulsen      |
| Bunkó        | Rob Paulsen      |
| Wakko Warner | Jess Harnell     |
| Dot Warner   | Tress MacNeille  |
| Vész         | Maurice LaMarche |
| Squit galamb | Maurice LaMarche |

## Epizódok

### 1. évad
| #   | #   | Eredeti cím                                | Magyar cím | Rendezte                       | Írta                                           | Eredeti premier    | Magyar premier |
| --- | --- | ------------------------------------------ | ---------- | ------------------------------ | ---------------------------------------------- | ------------------ | -------------- |
| 1.  | 1.  | Jurassic Lark                              |            | Scott O'Brien és Katie Rice    | Lucas Crandles és Timothy Nash                 | 2020. november 20. |                |
| 1.  | 1.  | Suspended Animation, Part 1                |            | Scott O'Brien és Katie Rice    | Andrew Barbot és Jess Lacher                   | 2020. november 20. |                |
| 1.  | 1.  | Of Mice and Memes                          |            | Scott O'Brien                  | Kathleen Chen és Brian Polk                    | 2020. november 20. |                |
| 1.  | 1.  | Suspended Animation, Part 2                |            | Scott O'Brien és Katie Rice    | Kathleen Chen és Brian Polk                    | 2020. november 20. |                |
| 2.  | 2.  | Warners Unbound                            |            | Adriel Garcia és Katie Rice    | Andrew Barbot és Jess Lacher                   | 2020. november 20. |                |
| 2.  | 2.  | How to Brain Your Dragon                   |            | Adriel Garcia és Katie Rice    | Greg White és Wellesley Wild                   | 2020. november 20. |                |
| 2.  | 2.  | Suffragette City                           |            | Katie Rice                     | Andrew Barbot és Jess Lacher                   | 2020. november 20. |                |
| 3.  | 3.  | Gold Meddlers                              |            | Brett Varon                    | Greg White és Wellesley Wild                   | 2020. november 20. |                |
| 3.  | 3.  | Pinko and the Brain                        |            | Katie Rice és Brett Varon      | Andrew Barbot és Jess Lacher                   | 2020. november 20. |                |
| 3.  | 3.  | Math-terpiece Theater: Apples              |            | Adriel Garcia                  | Jess Lacher                                    | 2020. november 20. |                |
| 4.  | 4.  | Bun Control                                |            | Adriel Garcia és Scott O'Brien | Andrew Barbot és Jess Lacher                   | 2020. november 20. |                |
| 4.  | 4.  | Ex-Mousina                                 |            | Scott O'Brien                  | Lucas Crandles, Timothy Nash és Greg White     | 2020. november 20. |                |
| 4.  | 4.  | Bloopf                                     |            | Erik Knutson                   | Kathleen Chen és Brian Polk                    | 2020. november 20. |                |
| 5.  | 5.  | Good Warner Hunting                        |            | Katie Rice                     | Lucas Crandles és Timothy Nash                 | 2020. november 20. |                |
| 5.  | 5.  | No Brainer                                 |            | Katie Rice                     | Kathleen Chen és Brian Polk                    | 2020. november 20. |                |
| 5.  | 5.  | Ralph Cam                                  |            | Katie Rice                     | Jordan Vandina                                 | 2020. november 20. |                |
| 6.  | 6.  | The Cutening                               |            | Brett Varon                    | Jess Lacher és Andrew Barbot                   | 2020. november 20. |                |
| 6.  | 6.  | Close Encounters of the Worst Kind         |            | Brett Varon                    | Andrew Barbot, Jess Lacher és Greg White       | 2020. november 20. |                |
| 6.  | 6.  | Equal Time                                 |            | Brett Varon                    | Andrew Barbot, Jess Lacher és Wellesley Wild   | 2020. november 20. |                |
| 7.  | 7.  | Warner She Wrote                           |            | Erik Knutson                   | Kathleen Chen és Brian Polk                    | 2020. november 20. |                |
| 7.  | 7.  | France France Revolution                   |            | Adriel Garcia és Scott O'Brien | Andrew Barbot                                  | 2020. november 20. |                |
| 7.  | 7.  | Gift Rapper                                |            | Scott O'Brien                  | Lucas Crandles és Timothy Nash                 | 2020. november 20. |                |
| 8.  | 8.  | WhoDonut                                   |            | Katie Rice                     | Andrew Barbot, Jess Lacher és Greg White       | 2020. november 20. |                |
| 8.  | 8.  | Mousechurian Candidate                     |            | Katie Rice                     | Andrew Barbot és Jess Lacher                   | 2020. november 20. |                |
| 8.  | 8.  | Starbox and Cindy                          |            | Katie Rice                     | Jess Lacher                                    | 2020. november 20. |                |
| 9.  | 9.  | Here Comes Treble                          |            | Brett Varon                    | Kathleen Chen és Brian Polk                    | 2020. november 20. |                |
| 9.  | 9.  | That's Not the Issue                       |            | Brett Varon                    | Ben Warheit                                    | 2020. november 20. |                |
| 9.  | 9.  | Future Brain                               |            | Brett Varon                    | Kathleen Chen és Brian Polk                    | 2020. november 20. |                |
| 9.  | 9.  | The Incredible Gnome In People's Mouths    |            | Adriel Garcia és Brett Varon   | Andrew Barbot, Jess Lacher és Wellesley Wild   | 2020. november 20. |                |
| 10. | 10. | Anima-Nyet                                 |            | Scott O'Brien                  | Lucas Crandles, Timothy Nash és Wellesley Wild | 2020. november 20. |                |
| 10. | 10. | Babysitter's Flub                          |            | Scott O'Brien                  | Kathleen Chen és Brian Polk                    | 2020. november 20. |                |
| 10. | 10. | The Warners' Press Conference              |            | Adriel Garcia                  | Jess Lacher, Ted Mulkerin és Wellesley Wild    | 2020. november 20. |                |
| 11. | 11. | Phantomaniacs                              |            | Katie Rice                     | Wellesley Wild                                 | 2020. november 20. |                |
| 11. | 11. | Fear and Laughter in Burbank               |            | Katie Rice                     | Kathleen Chen, Brian Polk és Greg White        | 2020. november 20. |                |
| 11. | 11. | Bride of Pinky                             |            | Katie Rice                     | Greg White és Wellesley Wild                   | 2020. november 20. |                |
| 11. | 11. | Things That Go Bump in the Night           |            | Katie Rice                     | Kathleen Chen és Brian Polk                    | 2020. november 20. |                |
| 12. | 12. | A Zit!                                     |            | Brett Varon                    | Lucas Crandles és Timothy Nash                 | 2020. november 20. |                |
| 12. | 12. | 1001 Narfs                                 |            | Brett Varon                    | Kathleen Chen és Brian Polk                    | 2020. november 20. |                |
| 12. | 12. | Manny Manspreader                          |            | Brett Varon                    | Andrew Barbot és Jess Lacher                   | 2020. november 20. |                |
| 13. | 13. | Hindenburg Cola                            |            | Erik Knutson                   | Eric Branscum                                  | 2020. november 20. |                |
| 13. | 13. | Roadent Trip                               |            | Scott O'Brien                  | Joe Saunders                                   | 2020. november 20. |                |
| 13. | 13. | Flotus, Flotus. What Do You Know About Us? |            | Adriel Garcia                  | Jess Lacher                                    | 2020. november 20. |                |